# Stichting Koninklijke Defensiemusea
De Stichting Koninklijke Defensiemusea (SKD, voorheen KSD) is opgericht op 1 juli 2014 en vormt de overkoepelende organisatie van drie Nederlandse defensiemusea: het Nationaal Militair Museum (NMM) in Soest, het Marinemuseum in Den Helder en het Mariniersmuseum in Rotterdam. Algemeen directeur van de SKD is Marita Schreur a.i.
Met de oprichting van de Stichting Defensiemusea heeft de minister van Defensie zijn wettelijke taak, namelijk het beheren van de museale collectie van Defensie, op afstand gezet door middel van een beheersovereenkomst tussen de staat en de Stichting Defensiemusea. Voor de financiering van de Stichting Defensiemusea en de vier aangesloten musea verleent het Ministerie van Defensie een langdurige subsidie van jaarlijks € 7,5 miljoen (prijspeil 2012). Specifiek voor de publiek-private samenwerkingsconstructie met betrekking tot het NMM in Soesterberg stelt Defensie daarnaast voor de duur van 25 jaar een jaarlijks bedrag van € 8,4 miljoen (prijspeil 2012) beschikbaar.
Naast de musea van het SKD kent Defensie ook:
- De ruim twintig landmachtmusea en landmachtverzamelingen[2], waaronder: het Cavaleriemuseum op de Bernhardkazerne te Amersfoort; het Geniemuseum op de Van Brederodekazerne, in het voormalige Kamp Vught; het Nederlands Artillerie Museum in 't Harde.
- De traditiekamers op de vliegbases Gilze-Rijen, Leeuwarden en Volkel van de Koninklijke Luchtmacht.[3]
- De Traditiekamer Onderzeedienst in de Marinehaven Den Helder en de Traditiekamer Marineluchtvaartdienst op het Maritiem Vliegkamp De Kooy nabij Den Helder van de Koninklijke Marine.[4][5]
- Het museum en kenniscentrum over de koloniale periode in Nederlands-Indië "Bronbeek" in Arnhem.